# Gillian Welch
Gillian Howard Welch (/ˈɡliən ˈwɛltʃ); New York, 2 oktober 1967) is een Amerikaanse singer-songwriter. Gedurende een groot deel van haar carrière is gitarist David Rawlings haar muzikale partner. Hun sobere en donkere muziekstijl, die elementen van Appalachian-muziek, bluegrass, country en Americana combineert, doet volgens de The New Yorker denken aan oude vormen van plattelandsmuziek en is tegelijk innovatief.
Welch en Rawlings hebben samengewerkt op negen albums, vijf uitgebracht onder haar naam, drie uitgebracht onder die van Rawlings naam en een onder die van beiden. Welch' debuut uit 1996, Revival, en de release uit 2001 Time (The Revelator), werden genomineerd voor een Grammy Award voor Best Contemporary Folk Album. Op haar album uit 2003, Soul Journey, introduceerde zij elektrische gitaar, drums en kwam er een meer vrolijk geluid in haar oeuvre. Na een onderbreking van acht jaar bracht Welch in 2011 een vijfde studioalbum uit, The Harrow & the Harvest, dat ook genomineerd werd voor een Grammy voor Best Contemporary Folk Album. In 2020 brachten Welch en Rawlings All the Good Times (Are Past & Gone) uit, dat in 2021 de Grammy Award voor Best Folk Album won. In 2025 ontvingen zij voor Woodland opnieuw de Grammy Award voor Best Folk Album.
Welch was medeproducer en speelde mee op twee nummers van de soundtrack van O Brother, Where Art Thou?, een Coen Brothers film uit 2000, een platina-album dat in 2002 de Grammy Award voor Album van het Jaar won. Ze figureerde ook in de film als koper van een Soggy Bottom Boys-plaat. Welch, hoewel niet een van de hoofdrolspelers, zong wel en leverde aanvullende teksten voor het Sirens-nummer "Didn't Leave Nobody but the Baby". In 2018 schreven zij en Rawlings het nummer "When a Cowboy Trades His Spurs for Wings" voor de film The Ballad of Buster Scruggs van Joel en Ethan Coen. Het nummer werd genomineerd voor een Academy Award voor Best Original Song. Welch heeft samengewerkt en muziek opgenomen met Alison Krauss, Ryan Adams, Jay Farrar, Emmylou Harris, Mark Knopfler, The Decemberists, Sam Phillips, Conor Oberst, Ani Di Franco en Robyn Hitchcock.

## Jeugd
Gillian Howard Welch werd in oktober 1967 in New York geboren. Zij werd geadopteerd door Mitzie (geboren als Marilyn Cottle) en Ken Welch, beide comedy- en muziekartiesten. Haar biologische moeder was een eerstejaarsstudent op de universiteit en haar vader was een muzikant die New York bezocht. Welch heeft gespeculeerd dat haar biologische vader een van haar favoriete muzikanten zou kunnen zijn, en later ontdekte ze via haar adoptieouders dat hij een drummer was. Alec Wilkinson van The New Yorker verklaarde dat "uit een adres dat ze hadden gekregen, bleek dat haar moeder ... kan zijn opgegroeid in de bergen van North Carolina ".  Toen Welch drie was, verhuisden haar adoptieouders naar Los Angeles om muziek te schrijven voor The Carol Burnett Show. Ze traden ook op in The Tonight Show. 
 
Als kind maakte Welch kennis met de muziek van de Amerikaanse folkzangers Bob Dylan, Woody Guthrie en de Carter Family. Ze speelde volksliedjes met haar leeftijdsgenoten op de Westland Elementary School in Los Angeles.   Welch ging later naar de Crossroads School, een middelbare school in Santa Monica, Californië. In een lokaal televisieprogramma werd zij geprezen als een student die 'uitblonk in alles wat ze deed'.

Tijdens haar studie aan de Universiteit van Californië, Santa Cruz, speelde Welch bas in een gothic band, en drums in een psychedelische surfband. Op de universiteit hoorde zij van een kamergenoot een album van de bluegrassband The Stanley Brothers en  dat was een openbaring voor haar:
The first song came on and I just stood up and I kind of walked into the other room as if I was in a tractor beam and stood there in front of the stereo. It was just as powerful as the electric stuff, and it was songs I'd grown up singing. All of a sudden I'd found my music.
 Na haar afstuderen aan UC Santa Cruz met een graad in fotografie, ging Welch naar het Berklee College of Music in Boston, waar ze afstudeerde in songwriting.  In Berklee ontmoette Welch David Rawlings tijdens een succesvolle auditie voor Berklee's enige countryband.

## Carrière

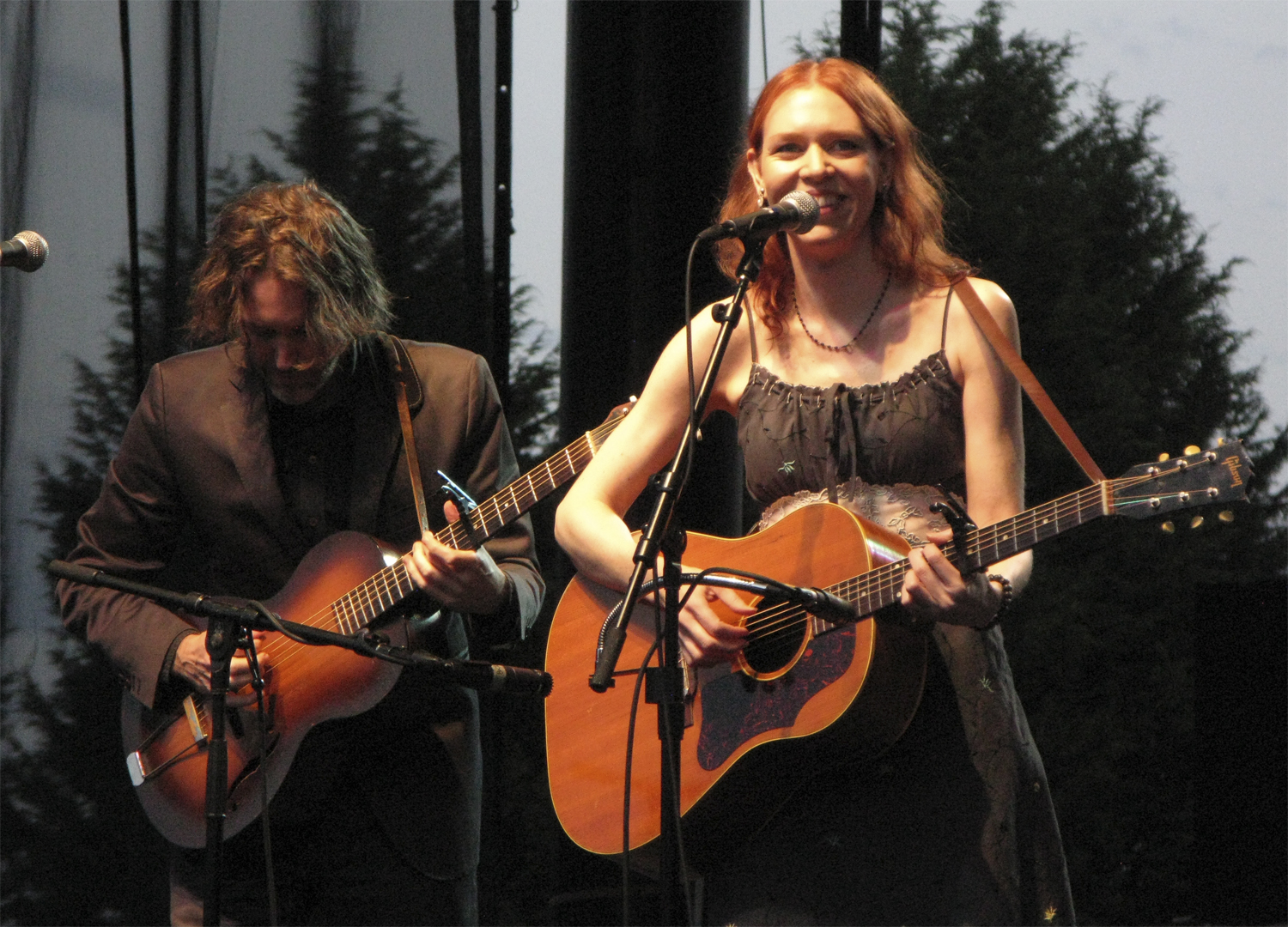
Rawlings en Welch treden op in Seattle in 2009

Nadat zij in 1992 haar studie aan de universiteit had afgerond, verhuisde Welch naar Nashville, Tennessee. Ze herinnerde zich: "Ik keek naar mijn platencollectie en zag dat alle muziek waar ik van hield in Nashville was gemaakt - Bill Monroe, Dylan, de Stanley Brothers, Neil Young - dus verhuisde ik daarheen. Nooit gedacht dat ik dertig jaar te laat was."  Rawlings volgde haar al snel.
Bij het zingen van " Long Black Veil " in Nashville realiseerden zij zich dat hun stemmen goed op elkaar afgestemd waren en begonnen zij als duo op te treden.  Ze hebben nooit overwogen om een werknaam te gebruiken, dus het duo werd simpelweg aangekondigd als 'Gillian Welch'.  Een jaar nadat zij naar Nashville was verhuisd, vond Welch een manager, Denise Stiff, die Alison Krauss al onder zijn hoede had. Zowel Welch als Stiff negeerden regelmatig het advies om de samenwerking met Rawlings te stoppen en zich bij een band aan te sluiten. Ze tekenden uiteindelijk een platencontract bij Almo Sounds. Na een optreden voor Peter Rowan in de Station Inn, toonde producer T Bone Burnett interesse in het opnemen van een album. Burnett was niet van plan de voorkeur van Welch en Rawlings voor een minimale instrumentatie te verstoren, en Welch stemde ermee in hem als producer aan te nemen.

### DebuutalbumRevival
Voor de opnamesessies van Welch' debuut, Revival, wilde Burnett het kale geluid van Welch' liveoptreden vangen.  Welch herinnerde zich: "Die eerste week was echt intens. Het was gewoon T-Bone, de technicus, Dave en ikzelf, die in een kleine wereld opgesloten raakten. Er was heel weinig afstand tussen ons zingen en spelen. Het geluid was heel direct. Het was zo licht en klein." Later namen ze nog een aantal nummers op en speelden ze met een uitgebreidere groep muzikanten; gitarist en Rock and Roll Hall of Fame -lid James Burton, bassist Roy Huskey Jr., en de ervaren sessiedrummers Jim Keltner en Buddy Harman.
Het album werd uitgebracht in april 1996 en kreeg overwegend positieve recensies. Mark Deming van AllMusic noemde het een "prachtig debuut" en schreef: "De invloeden op Welch van artiesten uit het verleden zijn duidelijk, maar er is een volwassenheid, intelligentie en scherp oog voor detail in haar liedjes die je niet zou verwachten van iemand die gewoon probeert de Carter Family na te apen."  Bill Friskics-Warren van No Depression prees het album als "adembenemend sobere evocaties van de landelijke cultuur."  Mark Guarino van de Arlington Heights, Illinois Daily Herald merkte op dat Revival  alleen maar werd toegejuicht en onderzocht als revival van muziek uit het depressietijdperk, omdat haar originelen zo veel op die tijd leken'. Hij schreef dit toe aan de bijbelse beeldspraak van de teksten, de versleten productie van Burnett en de duidelijk gezongen somberheid in de zang van Welch. Ann Powers van Rolling Stone gaf Revival een lauwe recensie en bekritiseerde Welch voor het niet zingen van haar eigen ervaringen en 'het produceren van emotie'. Robert Christgau herhaalde Powers: Welch "heeft gewoon niet de stem, het oog of haar omgang met tekst om haar versies uit te voeren."
Het nummer 'Orphan Girl' uit Revival is gecoverd door Emmylou Harris, Ann Wilson, Karin Bergquist van Over the Rhine, Mindy Smith, Patty Griffin, Linda Ronstadt, Tim & Mollie O'Brien en Holly Williams.
Anderen die Welch' liedjes hebben opgenomen zijn Joan Baez, Grace Porter, Courtney Barnett en Kurt Vile, Punch Brothers, Mike Gordon, Bright Eyes, Calexico, Ani DiFranco, The Decemberists, Karl Blau en Jim James.
Revival werd in 1997 genomineerd voor de Grammy Award voor Best Contemporary Folk Album, maar verloor het van Bruce Springsteen 's The Ghost of Tom Joad.

### Hell Among the Yearlings
In Hell Among the Yearlings uit 1998 zette het duo de lijn van rustieke en donkere thema's voort; de onderwerpen van de nummers varieeren van een vrouw die een verkrachter vermoordt tot een mijnongeval, een moordballade en een ode aan morfine voor de dood. Net als Revival had Hell Among The Yearlings een sobere stijl die zich richtte op de stemmen en gitaren van Rawlings en Welch.  

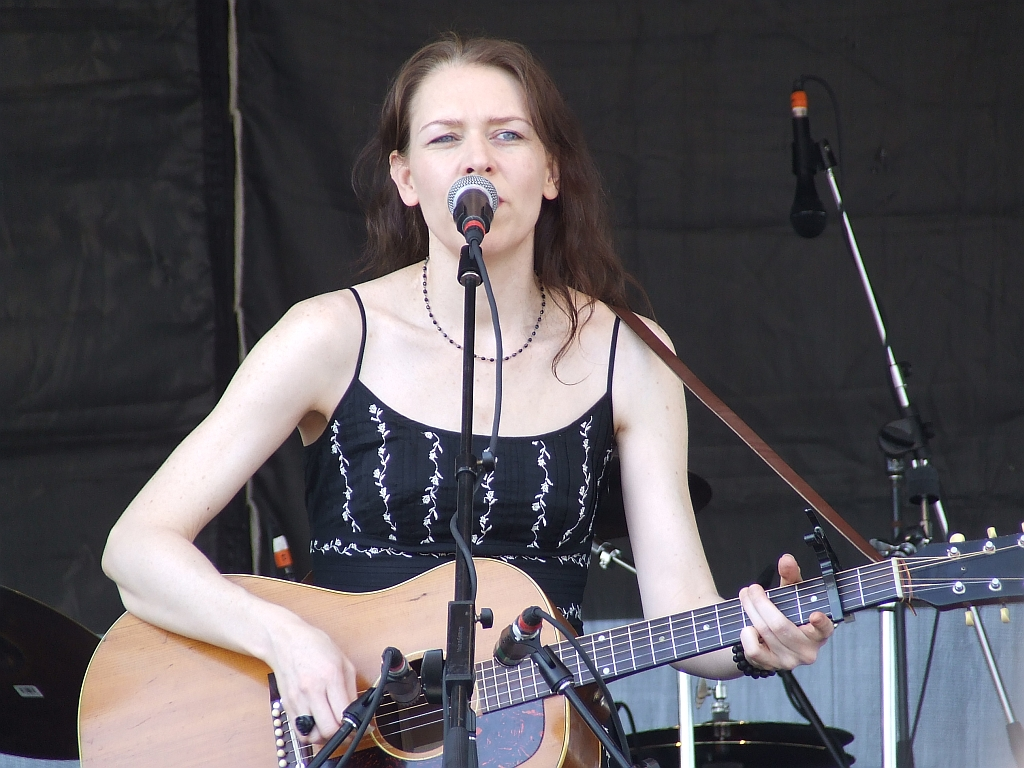
Welch optreden op het 2007 New Orleans Jazz Fest

Het album kreeg ook lovende kritieken. Robert Wilonsky van de Dallas Observer merkte op dat Welch "zich zo volledig inleeft in haar rol, dat de fictie die personage en publiek scheidt, verdwijnt".  Thom Owens (Allmusic) verklaarde dat het album "een deel van de focus" van Revival mist, maar "een zeer bevredigend tweede album" is en het bewijs dat haar debuut geen toevalstreffer was. Farnum Brown van No Depression prees het live en "onmiddellijke gevoel" van het album, Welch' clawhammer banjo, en Rawlings' harmonieën.  Net als Revival werd Welch geprezen omdat zij invloeden zoals die van de Stanley Brothers weerspiegelde, maar er nog steeds in slaagde een origineel geluid te creëren, terwijl Chris Herrington van Minneapolis ' City Pages kritiek had op het gebrek aan authenticiteit van de nummers. Hij schreef: "Welch schrijft geen volksliederen, ze schrijft volksliederen over het schrijven van volksliederen."

### O Brother, Where Art Thou?

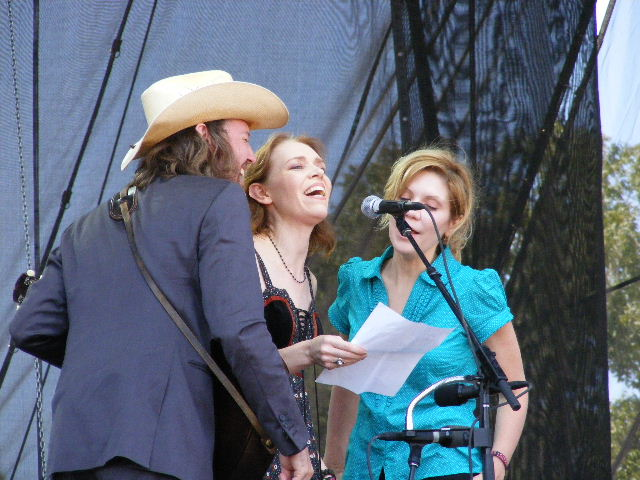
David Rawlings, Welch en Alison Krauss optreden op het Austin City Limits Music Festival 2008

Op de door Burnett geproduceerde soundtrack van de gelijknamige film uit 2000 zingt Welch twee nummers en werkte zij mee in de productie.  Ze deelde de vocalen met Alison Krauss in de vertolking van het gospelnummer " I'll Fly Away ". Dave McKenna van The Washington Post prees hun versie: de zangers "zweven samen".  Burnett en Welch schreven extra teksten voor het nummer "Didn't Leave Nobody but the Baby", gezongen door Welch, Emmylou Harris en Krauss. Het nummer is een bewerking van een oud Mississippi-deuntje dat werd ontdekt door Alan Lomax. Het nummer werd in 2002 genomineerd voor een Grammy Award in de categorie Best Country Collaboration with Vocals. Het platina-album won in 2002 de Grammy Award voor Album van het Jaar. Het verrassende succes van de soundtrack gaf Welch een carrièreboost.  Welch kwam ook voor in een cameo in de film. 

### Time (The Revelator)
Na de overname van Almo Sounds door  Universal Music Group Almo Sounds, begon Welch haar eigen onafhankelijke label, Acony Records (genoemd naar de wilde bloemen van de Appalach, Acony Bell, het onderwerp van het nummer met die naam op Revival). Rawlings produceerde de eerste release op het nieuwe label van Welch, het album Time (The Revelator) in 2001. Op een na zijn alle nummers op het album opgenomen in de historische RCA Studio B in Nashville.  "I Want To Sing That Rock and Roll" werd live opgenomen in het Ryman Auditorium tijdens de opnamesessies voor de concertfilm Down from the Mountain.

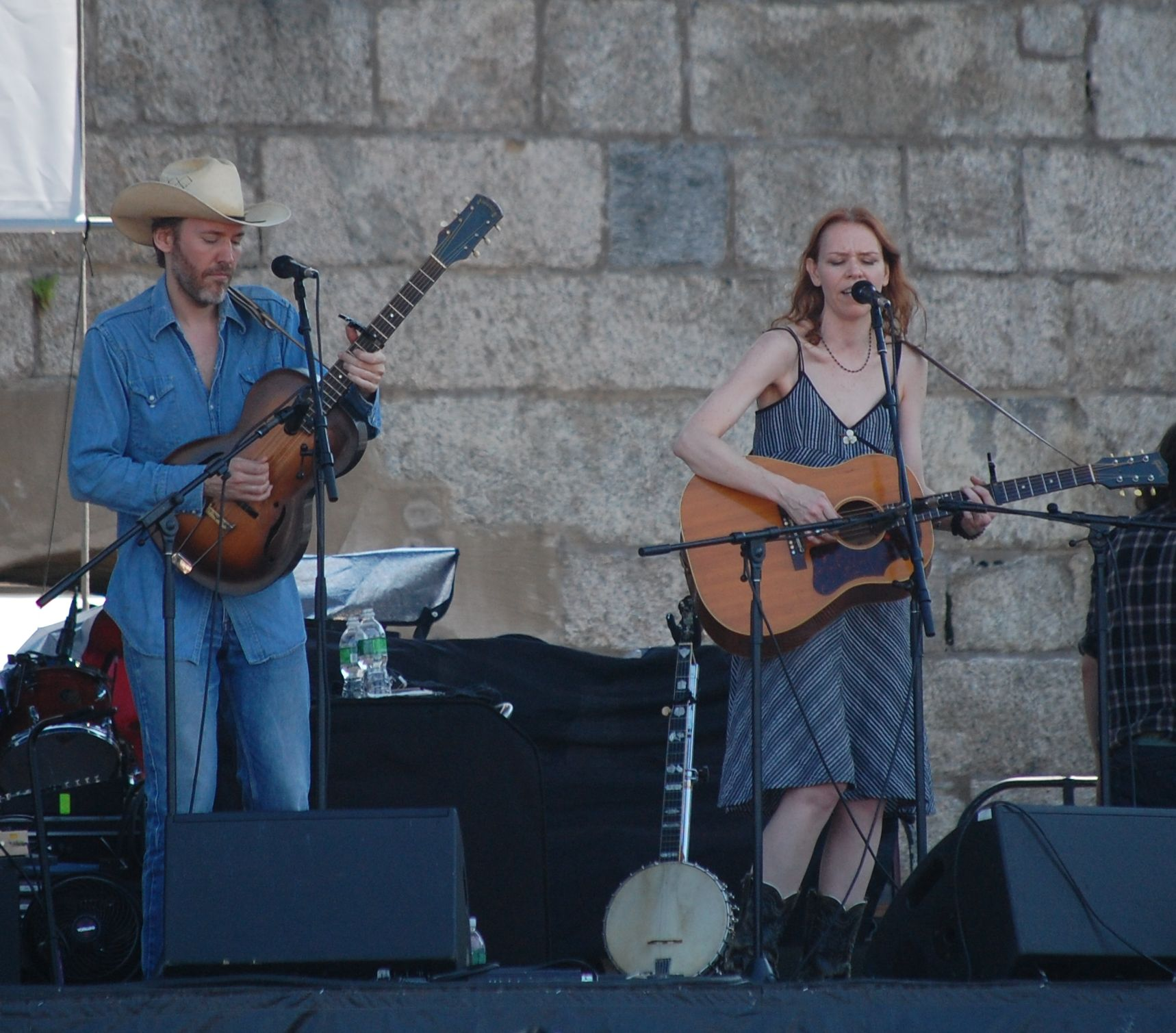
Rawlings en Welch optreden op het Newport Folk Festival 2009

Welch heeft gezegd dat het album gaat over de Amerikaanse geschiedenis, rock 'n' roll en countrymuziek. Er zijn liedjes over de moord op Abraham Lincoln, de ramp met de Titanic, John Henry en Elvis Presley. Welch legde uit: "In tegenstelling tot kleine volksliedjes of traditionals, zijn het echt kleine rocknummers. Ze worden gewoon uitgevoerd in een akoestische setting. In ons hoofd gingen we elektrisch zonder van instrument te wisselen."
Time (The Revelator) kreeg veel lovende kritieken, waarvan de meeste gericht waren op de evolutie van teksten uit de bergballades. Voor Michael Shannon Friedman van The Charleston Gazette : "Welch's door de ziel snijdende stem altijd een diamant geweest, maar op deze plaat is haar tekstdichting absoluut verbluffend." Critici vergelijken het laatste nummer, het 15 minuten durende "I Dream a Highway", met klassiekers van Bob Dylan en Neil Young. Zac Johnson van Allmusic beschreef I Dream ... als verwant aan "zoet dommelen in de [rivier] zoals Huckleberry Finn en Jim's Mississippi River middagen". Grant Alden van No Depression schreef: Welch en Rawlings hebben ... fragmenten verzameld uit de rijke geschiedenis van de Amerikaanse muziek en hebben ze omgevormd tot kleine, subtiele juwelen die hun eigen scherp geobserveerde, zorgvuldig geconstrueerde taal sieren."  Time eindigde als dertiende in de 2001 Village Voice Pazz & Jop muziekcriticus poll. Time (The Revelator) verscheen in de toplijsten van het decennium van Rolling Stone, Paste, Uncut, The Irish Times en de Ottawa Citizen. Het album werd genomineerd voor de Grammy Award 2002 voor Best Contemporary Folk Album, maar verloor van Bob Dylan's Love and Theft. Time piekte naar nr 7 op de Billboard Independent Album -hitlijst.
De Revelator Collection- dvd werd uitgebracht in 2002. Het bevatte live optredens en muziekvideo's van liedjes uit Time, en enkele covers. De concertbeelden werden gefilmd in 2001, en de muziekvideo's bevatten Welch en Rawlings die drie nummers uitvoerden in RCA Studio B. No Depression 's Barry Mazor prees de dvd als een begeleiding voor Time en noemde het "een ultiem uitroepteken op dit gedenkwaardige en belangrijk project".

### Soul Journey
Voor de release van 2003 verkenden Soul Journey, Welch en Rawlings een nieuw terrein. Welch zei: "Ik wilde er een vrolijkere plaat van maken. Van onze vier platen dacht ik dat dit de plaat zou kunnen zijn waar je op een zonnige zomerdag naar luistert." Rawlings produceerde opnieuw de plaat. Het album weerspiegelde ook een verandering in de typisch sobere instrumentatie: Welch en Rawlings introduceerden een dobro, viool, elektrische bas en drums, en Welch zei later: "Niet alles hoort hetzelfde te klinken, je wilt dat het verandering en groei weerspiegelt." 

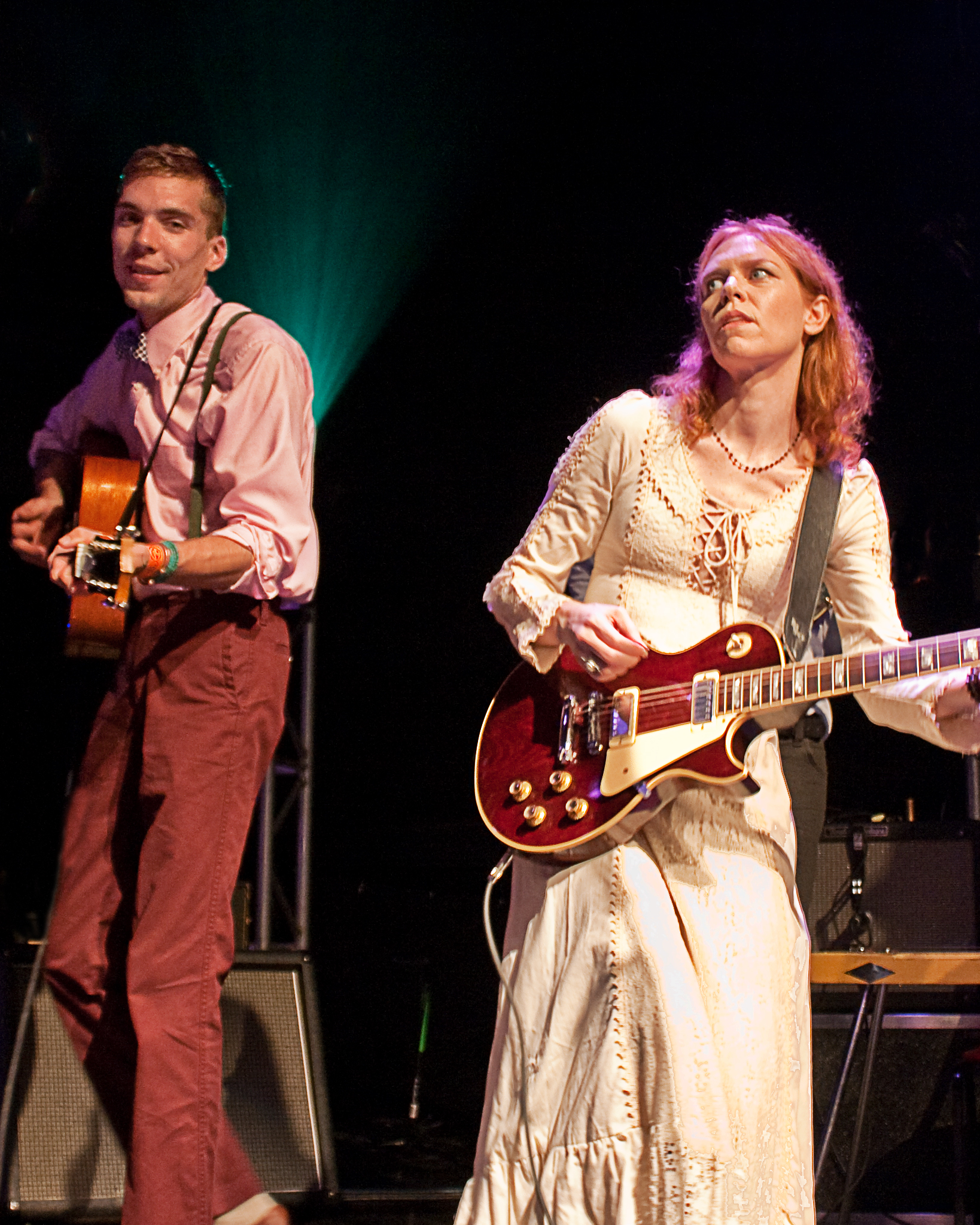
Welch optreden met Justin Townes Earle in 2009

In drie nummers van Soul Journey hebben Welch en Rawlings voor het eerst hun eigen versies van traditionele volksliederen opgenomen.
Soul Journey oogstte ook veel bijval. John Harris van "Mojo" Magazine beschreef het album als "vrijwel perfect", en Barney Hoskyns van "Uncut" vergeleek het met Bob Dylan en The Band s The Basement Tapes. Will Hermes van "Entertainment Weekly" schreef dat Welch "nooit dieper, realistischer of sexyer klonk". Soul Journey piekte op nr. 107 in de Billboard-hitlijsten en bereikte nr. 3 in de lijst voor onafhankelijke albums.

### David Rawlings-projecten
Naast het werk dat is uitgebracht onder de naam 'Gillian Welch', hebben Welch en Rawlings doorgeborduurd op hun samenwerking in verschillende releases onder Rawlings naam. De Rawlings-releases bevatten over het algemeen meer strijkers en weelderigere arrangementen dan het "Gillian Welch" -materiaal, de meeste zijn uitgebracht onder de naam Dave Rawlings Machine. Andy Gill van The Independent beschreef het debuutalbum van de band uit 2009 A Friend of a Friend als "verwant aan een van Welch' albums, maar met de balans van hun harmonieën verwisseld om de stem van Rawlings te bevoordelen". Welch schreef samen met Rawlings vijf van de nummers en zorgde voor gitaar en samenzang. Hoewel het ogenschijnlijk het eerste soloalbum van Rawlings was, merkte Alex Ramon van PopMatters de overeenkomsten op met Welch-albums.  Stephen van Paste Magazine prees A Friend of a Friend voor het opnemen van "een breed scala aan traditionele Amerikaanse muziek, opmerkingen die werden herhaald bij Will Hermes van Rolling Stone en in het stuk PopMatters.
Op 18 september 2015 bracht het duo hun tweede album uit onder de naam Dave Rawlings Machine, Nashville Obsolete. De band bestaat daarnaast uit Willie Watson, Paul Kowert, Brittany Haas en af en toe Jordan Tice.
Op 11 augustus 2017, werd Poor David's Almanack uitgebracht, de eerste Welch/Rawlings-samenwerking die werd uitgebracht onder David Rawlings' naam, waarbij de Dave Rawlings Machine-naam van de voorganger werd weggelaten. Het nummer "Cumberland Gap", dat op het album staat, werd genomineerd voor de Grammy Award 2018 voor Best American Roots Song. Het werd ook gebruikt in de openingsscène van de Guy Richie-film uit 2019, The Gentlemen.
In een artikel uit 2007 in The Guardian uitte criticus John Harris zijn frustratie dat er al vier jaar geen release van Gillian Welch was geweest. De oprichter van Creation Records, Alan McGee, toonde optimisme over Welch en Rawlings die een aantal nieuwe nummers uittestten terwijl ze enkele concerten voor Rilo Kiley opende, en schreef in een blog in 2009 dat "de lange draagtijd niets minder dan een perfect album aangeeft".  In 2009 zei Rawlings dat de opnames voor het volgende album van Gillian Welch zijn begonnen, maar hij gaf geen releasedatum. 

### The Harrow & the Harvest
The Harrow & the Harvest werd uitgebracht op 28 juni 2011.  Welch schreef de lange tijd tussen releases toe aan de ontevredenheid over de nummers die ze aan het schrijven waren. Ze legde uit: “Onze songcraft gleed uit en ik weet echt niet waarom. Het is niet ongewoon. Het is iets dat schrijvers overkomt. Het is de diepste frustratie die we hebben doorstaan, vandaar de albumtitel." Het schrijfproces omvatte "een eindeloos heen en weer gedoe tussen ons tweeën", zei Welch, en verklaarde dat "het ons meest met elkaar verweven, co-auteur, gezamenlijk gecomponeerde album is."
Het album werd geprezen in The Los Angeles Times, Uncut en Rolling Stone. Thom Jurek van Allmusic schreef dat het album "verbluffend is vanwege de intimiteit, het gebrek aan studiokunstwerk, de warmte en de tijdloze, zij het moeilijk gewonnen, songcraft".
Het album piekte op nr. 20 op de Amerikaanse Billboard 200 en nr. 25 op de UK Albums Chart. Het werd genomineerd voor een Grammy voor Best Contemporary Folk Album, evenals Best Engineered Album.

### Boots No 1: The Official Revival Bootleg
Boots No 1: The Official Revival Bootleg, werd uitgebracht op 25 november 2016. Het kreeg de status van 'universele lof' en ontving een Metascore van 79, gebaseerd op acht recensies van critici van het album. Het album viert de 20e verjaardag van Welch' debuutalbum, Revival, en bevat outtakes, alternatieve versies en demo's van de nummers op het origineel, evenals acht nieuwe niet-uitgebrachte nummers.

### All the Good Times (Are Past & Gone)
In juli 2020 kondigden Welch en Rawlings All the Good Times (Are Past & Gone) aan, een album met covers en traditionals, bij hen thuis opgenomen tijdens de COVID-19-lockdowns van 2020. All the Good Times is met name het eerste album in hun decennialange geschiedenis van samenwerking dat onder hun beider namen wordt uitgebracht. Het album won in 2021 de Grammy Award voor Best Folk Album.

## Muziekstijl
Welch en Rawlings combineren elementen van muziek uit het begin van de twintigste eeuw, zoals oldtimers, klassieke country, gospel en traditionele bluegrass, met moderne elementen van ritme en blues, rock-'n-roll, jazz en punkrock. Alec Wilkinson van de New Yorker hield vol dat hun muziekstijl niet gemakkelijk te classificeren is - het is tegelijk vernieuwend en doet zijdelings denken aan vroegere landelijke vormen'.
De instrumentatie van hun liedjes is meestal een eenvoudig arrangement, waarbij Welch en Rawlings hun eigen zang begeleiden op akoestische gitaar, banjo of een mandoline.  Welch speelt slaggitaar op een Gibson J-50 (of banjo) uit 1956, terwijl Rawlings lead speelt op een Epiphone Olympic Guitar uit 1935. Wilkinson van de New Yorker beschreef Rawlings als een  opvallend inventieve gitarist, die solo's speelt die "gedurfde melodische sprongen" zijn.  Een recensie in No Depression door Andy Moore merkte op dat Rawlings "knijpt, streelt, stikt en zo ongeveer alles doet behalve in zijn gitaar blazen".

### Thema's
Veel van de nummers van Welch en Rawlings gaan over duistere thema's als sociale verschoppelingen die worstelen met elementen als armoede, drugsverslaving, dood, het verlies familiebanden en een niet-reagerende God. Ondanks dat Welch de leadzanger is, zijn verschillende van deze personages mannelijk.  Welch heeft opgemerkt: "Om commercieel te zijn, wil iedereen vrolijke liefdesliedjes. Mensen vroegen me ronduit: 'Heb je geen vrolijke liefdesliedjes?' Nou, eigenlijk doe ik dat niet. Ik heb liedjes over wezen en morfineverslaafden." Om deze thema's weer te geven, gebruiken Welch en Rawlings vaak een langzaam tempo in hun nummers. Hun tempo wordt vergeleken met een "langzame hartslag", en Cowperthwait van Rolling Stone merkte op dat hun liedjes "je in bijna-hypnose kunnen brengen en je mond kunnen doen openvallen met een laatste openbaring".

### Ontvangst

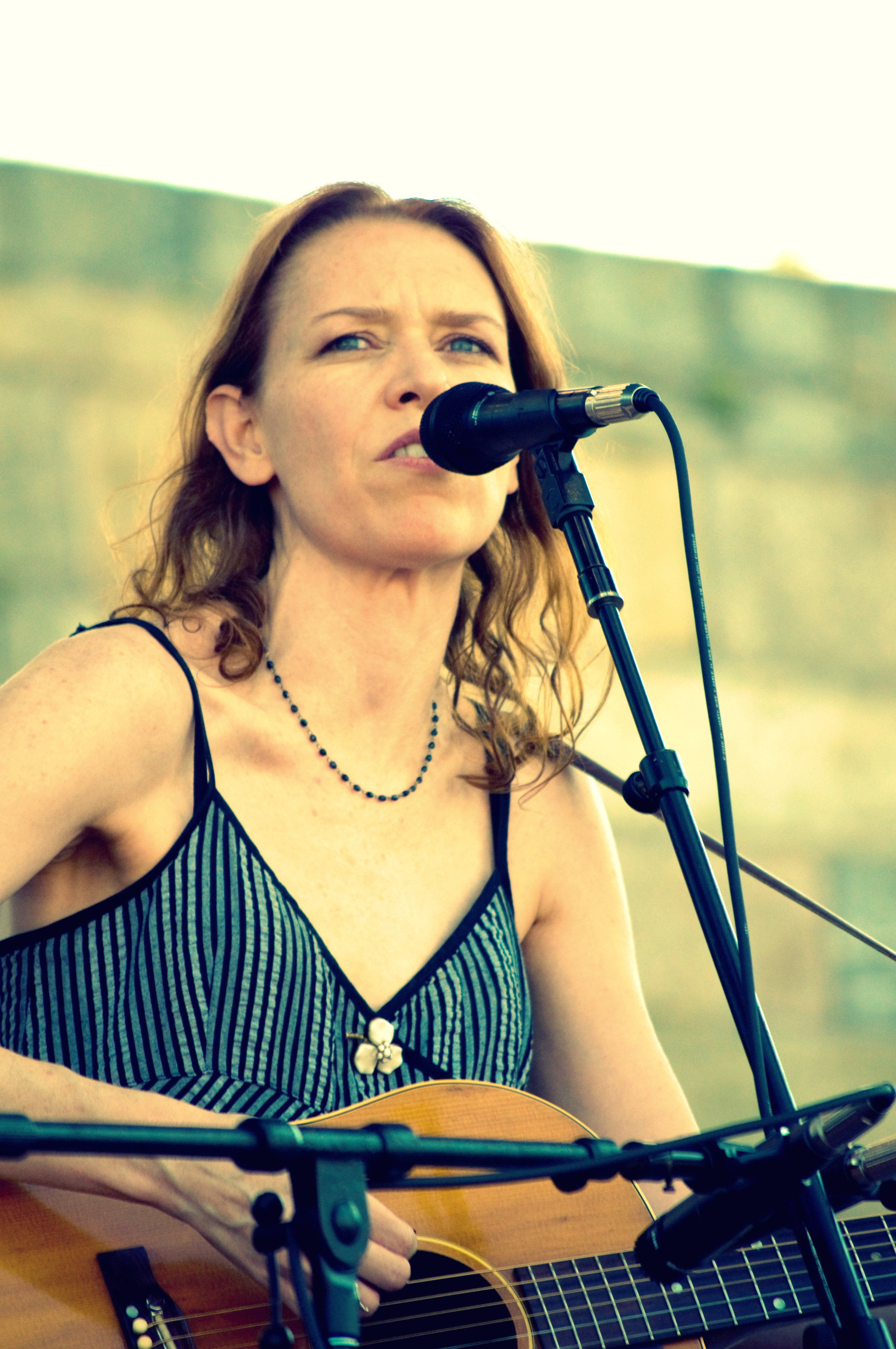
Welch optreden op het Newport Folk Festival 2009

Geoffrey Himes van The Washington Post beschreef Welch als "een van de meest interessante singer-songwriters van haar generatie".  In 2003 merkte Tom Kielty van The Boston Globe op dat ze "rustig een van de meest indrukwekkende catalogi in de hedendaagse rootsmuziek aan het opzetten was", en een stuk uit 2007 in The Guardian van John Harris noemde Welch "een van de grootste talenten van het decennium".   Criticus Robert Hilburn van de Los Angeles Times schreef: "Bij elke draai toont ze een vonk en toewijding die haar geliefd zou moeten maken bij iedereen, van country en folk tot pop- en rockfans die verbeeldingskracht en hart waarderen."

Toen Welch' eerste twee albums uitkwamen, trokken critici de authenticiteit van haar muziek in twijfel, aangezien ze opgroeide in Zuid-Californië, terwijl ze  liedjes met een Appalachian -thema bracht. Voor Revival, werd Welch bekritiseerd voor "het vervaardigen van emotie", en een recensie van Hell Among the Yearlings door Chris Herrington van City Pages verklaarde: "Welch is iemand die oude muziek ontdekte op de universiteit en besloot dat haar eigen beschutte leven het nooit waard zou kunnen worden om over te schrijven", en dat ze "volledig verstoken is van individualiteit". Andere critici verwierpen het idee dat haar achtergrond de authenticiteit van haar muziek aantast. Muziekcriticus Mark Kemp verdedigde Welch in een stuk van The New York Times :
De hoofdpersoon in de eerste persoon van het lied van mevrouw Welch ("Caleb Meyer") is misschien een jong meisje uit een tijd en plaats die mevrouw Welch nooit helemaal zal begrijpen, maar de gevoelens die de zangeres uitdrukt over verkrachting en het respect dat ze toont voor haar gekozen muziekgenre, zijn niets anders dan schrijnend authentiek. Evenzo maakt het niet uit of mevrouw Welch ooit door de straten van "the black dust towns of East Tennessee " heeft gelopen waarover ze zingt in "Miner's Refrain", omdat het gevoel van onheil dat ze uitdrukt voor de mannen die ooit in kolenmijnen werkten met vergeefse hoop op een beter leven luid en duidelijk doorkomt. 
Taylor Holliday van The Wall Street Journal herhaalde dit: "Gunzige critici maken het mevrouw Welch moeilijk omdat ze een Californisch stadsmeisje is, niet de dochter van een mijnwerker uit de Appalachen. Maar zoals Lucinda of Emmylou kunnen bevestigen, is liefde voor muziek geen geboorterecht, maar een verdiend recht. Luister naar mevrouw Welch jodel, in een deuntje over die slechte "gal" Morphine, en je weet dat ze zo bergachtig is als mogelijk."
Op 16 september 2015 werd het duo bekroond met de Lifetime Achievement Award for Songwriting door de Americana Music Association.

### Invloeden en samenwerkingen

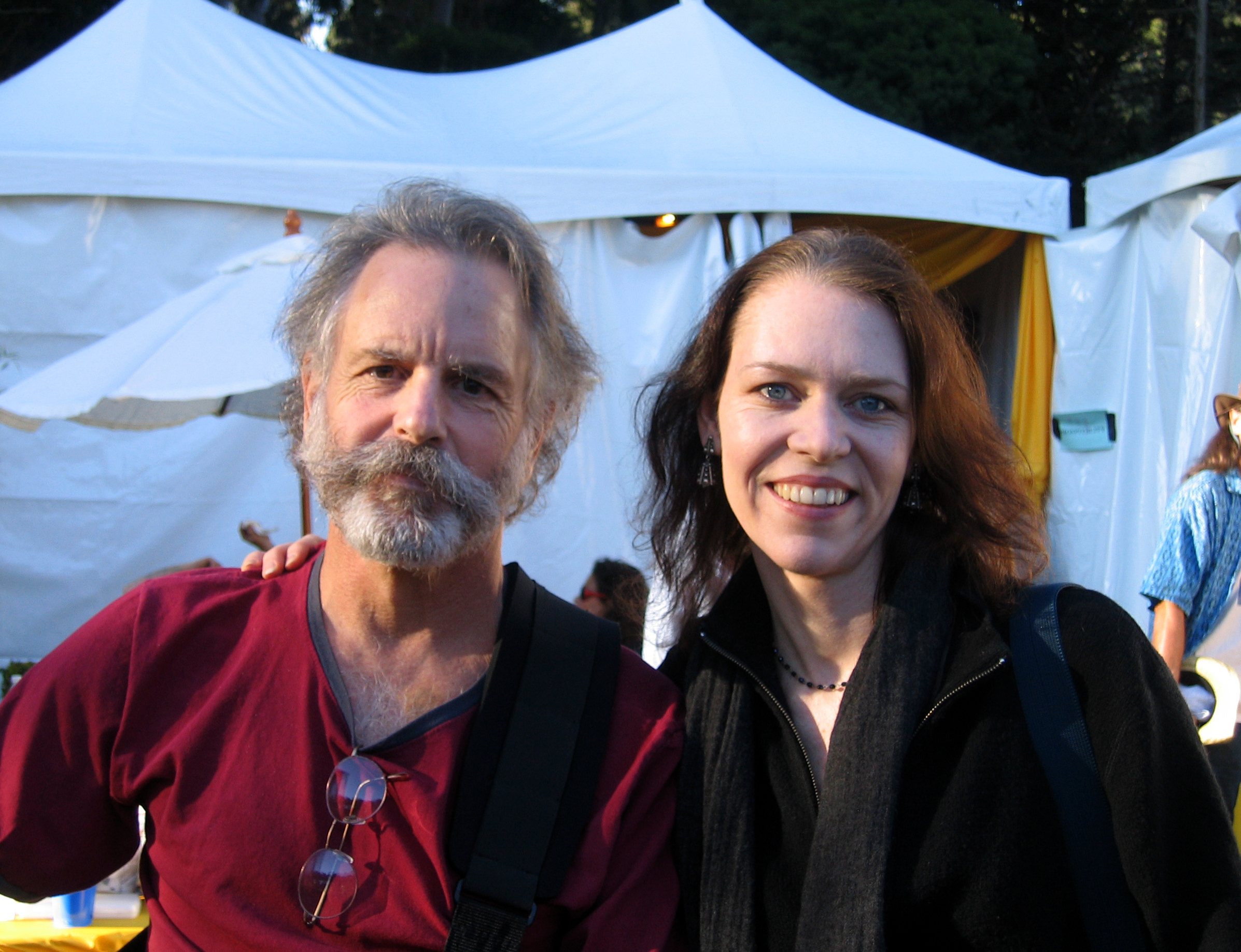
Welch met Bob Weir van the Grateful Dead op Hardly Strictly Bluegrass, 2006

Welch benadrukt dat de muziek uit een vorig tijdperk haar het meest beïnvloed heeft. Ze zei dat "over het algemeen luister ik naar mensen die dood zijn. Ik ben echt van de oude school. Ik laat 50 jaar voorbijgaan en kijk wat echt relevant is."  Welch heeft zich laten inspireren door verschillende ouderwetse countryartiesten, waaronder de Stanley Brothers, de Carter Family, de Louvin Brothers en de Blue Sky Boys. Ze legde haar relatie met traditionele muziek uit door te zeggen: "Ik heb nooit geprobeerd traditioneel te zijn. Het is een springplank voor mij geweest en ik hou ervan en vereer het en zou niet doen wat ik doe zonder de muziek van de Monroe Brothers, de Stanley Brothers en de Carter Family. Het was echter duidelijk dat ik dat nooit zou kunnen; Ik ben een songwriter."
Naast de sterke country-invloed put Welch ook uit een repertoire van rock 'n' roll-artiesten als Bob Dylan, Chuck Berry, Neil Young, the Grateful Dead en the Velvet Underground. Invloeden van alternatieve rockbands Throwing Muses, Pixies en Camper Van Beethoven zitten indirect in haar muziek." Haar cover van Black Star van Radiohead werd bekend en werd in 2005 als single uitgebracht.
Welch heeft nummers opgenomen met een verscheidenheid aan opmerkelijke artiesten, waaronder Ryan Adams, Ani DiFranco, Emmylou Harris, Jay Farrar, Alison Krauss, Old Crow Medicine Show, Bright Eyes, Robyn Hitchcock, Steve Earle, Ralph Stanley, Sara Watkins, The Decemberists, Solomon Burke en Mark Knopfler. De bijdragen van Welch en Rawlings op Hitchcock's album Spooked werd door Christopher Bahn van The AV Club beschreven als 'subtiel maar vitaal'. Later maakte ze de hoes voor Hitchcocks album The Man Upstairs uit 2014. Mark Deming van Allmusic schreef dat hun werk aan Ryan Adams' album Heartbreaker 'het beste in Adams naar boven bracht'.
Artiesten die nummers van Welch hebben opgenomen zijn onder meer Jimmy Buffett, Alison Krauss met Union Station, Trisha Yearwood, Joan Baez, Brad Mehldau & Chris Thile, Allison Moorer, Emmylou Harris, Miranda Lambert, Madison Cunningham, Kathy Mattea en ZZ Top.

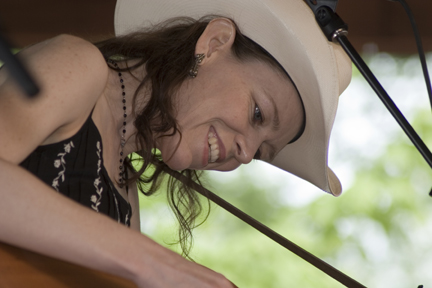
Welch optreden in 2006

Welch en Rawlings hebben op veel muziekfestivals gespeeld, waaronder The Newport Folk Festival, Coachella Festival, The Telluride Bluegrass Festival, The Cambridge Folk Festival, Bonnaroo, MerleFest, The Austin City Limits Festival en Farm Aid. Ze hebben uitgebreid door Noord-Amerika getourd en hebben gespeeld in Europa, Australië en Nieuw-Zeeland.     
The Dave Rawlings Machine toerde door Noord-Amerika, met de band die oorspronkelijk bestond uit Rawlings, Welch en drie leden van Old Crow Medicine Show. De band bestaat momenteel uit Rawlings, Welch, Wilie Watson, Paul Kowert en Brittany Haas. Welch en Rawlings nemen ook deel aan muziektours met opmerkelijke muzikanten. In 2004 maakten ze deel uit van de Sweet Harmony Traveling Revue, een drie weken durende Amerikaanse tournee met Patty Griffin, Buddy Miller en Emmylou Harris. In 2009 trad The Dave Rawlings Machine toe tot Old Crow Medicine Show, de Felice Brothers en Justin Townes Earle voor de Big Surprise Tour, een Amerikaanse tour die wordt beschreven als een "roots-music extravaganza". In 2011 was Welch het voorprogramma van de reünie-tour van Buffalo Springfield.

## Discografie
- Revival (1996)
- Hell Among the Yearlings (1998)
- Time (The Revelator) (2001)
- Soul Journey (2003)
- The Harrow & the Harvest (2011)
- All the Good Times (Are Past & Gone) (als Gillian Welch & David Rawlings) (2020)
- Woodland (Gillian Welch & David Rawlings) (2024)

## Prijzen en nominaties
| Year | Association                          | Category                                   | Nominated Work                                                            | Result      |
| ---- | ------------------------------------ | ------------------------------------------ | ------------------------------------------------------------------------- | ----------- |
| 1997 | 39e Jaarlijkse Grammy Awards         | Best Contemporary Folk Album               | Revival                                                                   | Genomineerd |
| 2001 | International Bluegrass Music Awards | Gospel Recorded Performance of the Year    | "I'll Fly Away" (met Alison Krauss)                                       | Gewonnen    |
| 2001 | International Bluegrass Music Awards | Recorded Event of the Year                 | Clinch Mountain Sweethearts (met Ralph Stanley en diverse artiesten)      | Gewonnen    |
| 2001 | International Bluegrass Music Awards | Album of the Year                          | O Brother, Where Art Thou? (met meerdere artiesten)                       | Gewonnen    |
| 2001 | Academy of Country Music Awards      | Album of the Year                          | O Brother, Where Art Thou? (met meerdere artiesten)                       | Gewonnen    |
| 2001 | Country Music Association Awards     | Album of the Year                          | O Brother, Where Art Thou? (met meerdere artiesten)                       | Gewonnen    |
| 2001 | Country Music Association Awards     | Vocal Event of the Year                    | "Didn't Leave Nobody But The Baby" (met Alison Krauss and Emmylou Harris) | Genomineerd |
| 2001 | Country Music Association Awards     | Vocal Event of the Year                    | "I'll Fly Away" (met Alison Krauss)                                       | Genomineerd |
| 2002 | 44e Annual Grammy Awards             | Album of the Year                          | O Brother, Where Art Thou? (met diverse artiesten)                        | Gewonnen    |
| 2002 | 44e Annual Grammy Awards             | Best Country Collaboration with Vocals     | "Didn't Leave Nobody But The Baby" (met Alison Krauss en Emmylou Harris)  | Genomineerd |
| 2002 | 44e Annual Grammy Awards             | Best Contemporary Folk Album               | Time (The Revelator)                                                      | Genomineerd |
| 2002 | Americana Music Honors & Awards      | Album of the Year                          | Time (The Revelator)                                                      | Genomineerd |
| 2002 | Americana Music Honors & Awards      | Song of the Year                           | "I Want To Sing That Rock & Roll" (met David Rawlings)                    | Genomineerd |
| 2002 | Americana Music Honors & Awards      | Artist of the Year                         | Gillian Welch & David Rawlings                                            | Genomineerd |
| 2002 | International Bluegrass Music Awards | Album of the Year                          | Down from the Mountain (met diverse artiesten)                            | Gewonnen    |
| 2012 | Americana Music Honors & Awards      | Artist of the Year                         | Gillian Welch                                                             | Gewonnen    |
| 2012 | 54e Annual Grammy Awards             | Best Folk Album                            | The Harrow & the Harvest (met David Rawlings)                             | Genomineerd |
| 2015 | Americana Music Honors & Awards      | Lifetime Achievement Award for Songwriting | Gillian Welch & David Rawlings                                            | Gewonnen    |
| 2018 | 60e Jaarlijkse Grammy Award          | Best American Roots Song                   | "Cumberland Gap" (met David Rawlings)                                     | Genomineerd |
| 2019 | Academy Awards                       | Best Original Song                         | "When a Cowboy Trades His Spurs for Wings" (met David Rawlings)           | Genomineerd |
| 2021 | 63e Annual Grammy Awards             | Best Folk Album                            | All the Good Times (Are Past & Gone) (met David Rawlings)                 | Gewonnen    |
| 2024 | Songlines Music Awards               | Americas                                   | Woodland (met David Rawlings)                                             | Gewonnen    |